# Knight Pianos

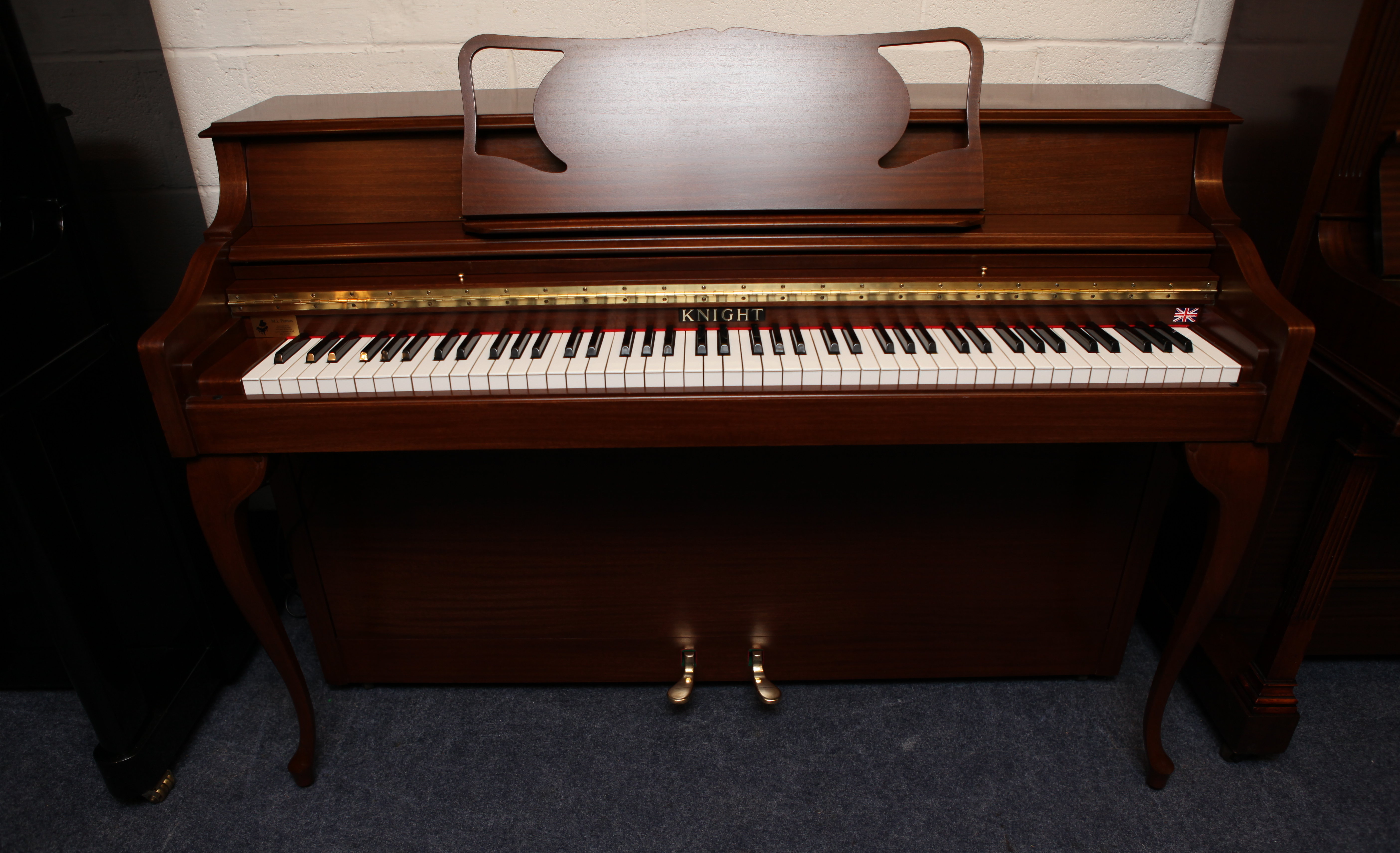
Piano Knight

Alfred Knight, Ltd. fue fundada por Alfred E. Knight en 1935 en Inglaterra.
Según Roberts Pianos, especialistas en pianos, Knight era un fabricante británico respetado, los montantes Knight se incluyeron en el catálogo de Steinway Hall cuando Steinway no tenía montantes. Con la excepción de algunos pianos de cola, casi todos los pianos Knight son pianos verticales modernos de 100 a 110 cm de altura. Los pianos Knight que datan de 1960 tienen un estilo de trabajo más antiguo, estos pianos "no se apoyan contra la pared, ya que las ruedas traseras están en una pieza de madera desplazada detrás del piano. Esto es para hacer que el piano sea más estable, ya que tienen un marco muy pesado. Esta madera sobresale alrededor de 2 pulgadas en la parte posterior ".